# António Pinto de Magalhães Aguiar
António Pinto de Magalhães Aguiar (Constance, 23 de junho de 1834 — Porto, 15 de junho de 1881) foi um político, matemático e bacharel em filosofia português formado pela Universidade de Coimbra.
Foi também lente proprietário da 3.ª cadeira da Academia Polytechnica do Porto (1877-1878) e ajudante do Observatório Astronómico da Universidade de Coimbra.
Como político foi deputado às Cortes e Presidente da Câmara Municipal do Porto entre 1878 e 1881. Foi o responsável pela aprovação do projeto de abastecimento domiciliário de água à cidade.

## Biografia
Filho de António Pinto Ribeiro de Magalhães Aguiar e de sua mulher, Delfina Emília Teixeira de Barros. Nunca casou nem deixou filhos.
Residiu no número 253 da Rua do Almada, na freguesia de Vitória, na cidade do Porto, onde faleceu. Jaz no Cemitério da Lapa, em jazigo de família.